# أندي لونيرغان
أندي لونيرغان (بالإنجليزية: Andy Lonergan) هو لاعب كرة قدم بريطاني في مركز حراسة المرمى، ولد في 19 أكتوبر 1983 في برستون في المملكة المتحدة. شارك مع منتخب إنجلترا تحت 20 سنة لكرة القدم ومنتخب جمهورية أيرلندا لكرة القدم. أما مع النوادي، فقد لعب مع بريستون نورث إيند وبولتون واندررز وسويندون تاون وليدز يونايتد ونادي بلاكبول ونادي دارلنجتون ونادي فولهام وويكمب وندررز.

## وصلات خارجية
- أندي لونيرغان على موقع الاتحاد الدولي (مؤرشف)  (الإنجليزية)
- أندي لونيرغان على موقع الاتحاد الأوربي (الإنجليزية)
- أندي لونيرغان على موقع قاعدة بيانات كرة القدم.إي يو (الإنجليزية)
- أندي لونيرغان على موقع ليكيب (الفرنسية)
- أندي لونيرغان على موقع Soccerbase.com (لاعب) (الإنجليزية)
- أندي لونيرغان على موقع Soccerway.com (الإنجليزية)
- أندي لونيرغان على موقع عالم كرة القدم.نت (الإنجليزية)